# NGC 2764
NGC 2764 ist eine Spiralgalaxie vom Hubble-Typ Sa/P im Sternbild Krebs. Sie ist schätzungsweise 117 Millionen Lichtjahre von der Milchstraße entfernt.
Das Objekt wurde am 16. November 1784 von Wilhelm Herschel entdeckt.